# Haslau-Maria Ellend
Haslau-Maria Ellend – gmina w Austrii, w kraju związkowym Dolna Austria, w powiecie Bruck an der Leitha. Liczy 1 908 mieszkańców (1 stycznia 2014).